# Solan Mirisim
Solan Mirisim est un homme politique papou-néo-guinéen.

## Biographie
Titulaire d'un certificat d'études en gestion des entreprises du Collège de Gestion de Lae, il travaille comme entrepreneur.
Entré au Parlement national comme député de la circonscription de Telefomin aux élections législatives de 2012, avec l'étiquette du parti Congrès national populaire, il est réélu en 2017 et est le ministre de la Défense dans le gouvernement de Peter O'Neill d'août 2017 à avril 2019. Il est ministre de la Foresterie dans le gouvernement de James Marape de juin 2019 à décembre 2020, rejoignent le Pangu Pati du Premier ministre, puis à nouveau ministre de la Défense à partir de décembre 2020, responsable donc de la Force de Défense de Papouasie-Nouvelle-Guinée. Il est suspendu du gouvernement début juillet 2021 lorsqu'il est accusé d'une vingtaine d'actes de malfaisance professionnelle. Blanchi, il est réintégré au gouvernement en janvier 2022, mais comme ministre de la Foresterie, succédant à Walter Schnaubelt,.
Après les élections de 2022, remportées par James Marape et ses alliés, Solan Mirisim est fait ministre des Travaux publics et de l'Autoroute (l'autoroute étant l'Autoroute des Hautes-Terres, la seule du pays).